# Physaria spatulata
Physaria spatulata är en korsblommig växtart som först beskrevs av Per Axel Rydberg, och fick sitt nu gällande namn av Grady och O'kane. Physaria spatulata ingår i släktet Physaria och familjen korsblommiga växter. Inga underarter finns listade i Catalogue of Life.